# Згјеж
Згјеж (пољ. Zgierz) је град и општина у Пољској. Налази се у војводству Лођ, у згјешком повјату. Основан је у XII веку.

## Демографија
| 1946.  | 1950.  | 1960.  | 1970.  | 1980.  | 1990.  | 1995.  | 2000.  | 2005.  | 2012.  |
| ------ | ------ | ------ | ------ | ------ | ------ | ------ | ------ | ------ | ------ |
| 21.690 | 26.169 | 36.666 | 43.025 | 53.091 | 58.970 | 59.313 | 58.863 | 58.351 | 57.803 |

## Партнерски градови
- Ходмезевашархељ

## Галерија
- Ткачке куће у Згјежу
- Јавно купатило у Згјежу
- Црква у Згјежу